# Goniocercus walkeri
Goniocercus walkeri är en insektsart som först beskrevs av Robert McLachlan 1894.
Goniocercus walkeri ingår i släktet Goniocercus och familjen myrlejonsländor. Inga underarter finns listade i Catalogue of Life.